# Starsailor (album Tima Buckleya)
Starsailor – szósty album studyjny amerykańskiego muzyka i wokalisty Tima Buckleya, wydany w 1970 roku nakładem wytwórni Straight i Warner Bros..

## Lista utworów
Opracowano na podstawie materiału źródłowego.
LP:
Strona A
| 1. | "Come Here Woman"   | 4:09  |
|    |                     |       |
| 2. | "I Woke Up"         | 4:02  |
|    |                     |       |
| 3. | "Monterey"          | 4:30  |
|    |                     |       |
| 4. | "Moulin Rouge"      | 1:57  |
|    |                     |       |
| 5. | "Song to the Siren" | 3:20  |
|    |                     |       |
|    |                     | 17:58 |
|    |                     |       |
Strona B
| 6. | "Jungle Fire"            | 4:42  |
|    |                          |       |
| 7. | "Starsailor"             | 4:36  |
|    |                          |       |
| 8. | "The Healing Festival"   | 3:16  |
|    |                          |       |
| 9. | "Down by the Borderline" | 5:22  |
|    |                          |       |
|    |                          | 17:56 |
|    |                          |       |

## Twórcy
Opracowano na podstawie materiału źródłowego.
Muzycy:
- Tim Buckley – gitara dwunastostrunowa, śpiew
- Maury Baker – instrumenty perkusyjne
- John Balkin – kontrabas, gitara basowa
- Bunk Gardner – flet altowy, saksofon tenorowy
- Buzz Gardner – trąbka, skrzydłówka
- Lee Underwood – gitara elektryczna, pianino elektryczne, organy

Produkcja:
- Tim Buckley – produkcja muzyczna
- Stan Agol – inżynieria dźwięku
- Herb Cohen – produkcja wykonawcza